# Charline Effah
Œuvres principales
- Percées et Chimères (2011)
- N'être (2014)
- La danse de Pilar (2018)

Charline Effah est une femme de lettres Franco-Gabonaise vivant à Paris. Elle arrive en France en 2001 pour des études doctorales et soutient une thèse de littérature française à l'université de Lille 3. Après avoir exercé comme enseignante au sein des classes préparatoires à Lille dans les Hauts de France, elle décide de s'installer à Paris à la suite d'une promotion professionnelle mais aussi dans le but de trouver un environnement propice pour la publication de ses livres. En 2016, elle a créée l'institut Diadème, institut labélisé par Ipéria Institut, qui a pour cœur de mission la formation professionnelle continue et la validation des acquis de l’expérience.
Une première œuvre aux relents engagés et féministe
En 2011, elle publie donc un premier texte, Percées et Chimères qui suit le destin de deux jeunes femmes en proie aux doutes, aux remises en question dans une société Gabonaise qui ne valorise pas sa jeunesse. Une seule issue s'offrant donc à cette jeunesse sacrifiée, le départ vers la France.
Un cycle sur le corps des femmes
Après la publication de ce premier roman, Charline Effah se lance dans l'écriture d'un cycle littéraire autour du corps des femmes. Et elle publiera progressivement
- N'être, en 2014 aux éditions La Cheminante. Ce roman intimiste et très poétique traite de la question des corps cachés à travers une relation mère-fille. C'est un huis-clos familial qui interroge les fêlures de l'enfance, les silences, la construction difficile d'une identité féminine.

- La Danse de Pilar, en 2018 aux éditions la Cheminante, revisite les corps instrumentalisés des femmes, au service des dictatures africaines. A cette époque, dans de nombreux pays de l'Afrique subsaharienne, des propagandistes sont recrutées pour chanter, danser et célébrer le pouvoir en place.

- Les femmes de Bidibidi, publié en 2023 aux éditions Emmanuelle Collas, viennent clore ce cycle en s'interrogeant sur les corps outragés en temps de guerre. Nous suivons le destin de femmes, rescapées de la guerre du sud Soudan . Le roman met en lumière leur traversée de la frontière, ce dont la guerre les ampute comme perte des êtres qui leur sont chers, leur reconstruction autour de l'organisation du camp et de la sororité nécessaire entre les femmes.

## Biographie
Aînée de quatre enfants, née en 1977, à Minvoul, dans le nord du Gabon, Charline Effah grandit à Libreville avec sa famille. Elle commence à s'intéresser à l'écriture à l'âge de douze ans en composant des poèmes, des chants et des contes,.
À dix-huit ans, encouragée par son père, elle envoie deux de ses nouvelles aux comités de lectures de divers prix littéraires. Une d'entre elles, intitulée La prière du petit maquisard recevra le prix décerné aux jeunes auteurs par l'ACCT (future Organisation internationale de la francophonie). La même année, son poème Eldorado lui vaut d'être lauréate d'un concours organisé par l'émission Le cœur et la Plume, sur la radio Africa Numéro 1,.
Après l'obtention d'une maîtrise de Lettres modernes en 2000, elle part poursuivre ses études en France en 2002, à l'université Lille 3. Elle y obtient, en 2008, un doctorat de Lettres modernes (en soutenant la thèse L'Espace et le temps chez Calixthe Beyala,) ainsi qu'un Master en gestion des ressources humaines.
Résidant à Paris, elle devient enseignante tout en poursuivant ses activités d'écriture. Elle collabore à divers projets artistiques, avec la compagnie théâtrale Volubilis ou le chanteur originaire de Sierra Leone Stanley Philips pour qui elle écrit plusieurs textes.
En 2011, elle publie son premier roman, Percées et chimères qui suscite des critiques très positives en France, comme en Afrique francophone.
En 2012, elle contribue aux Lyres de l'Ogooué, ouvrage collectif dirigé par Edna Merey-Apinda sur le thème de la condition féminine, avec la nouvelle First Lady.
En 2014, la parution de son deuxième roman, intitulé N'être, lui vaut de nombreuses critiques très positives,,, dont une chronique du romancier Alain Mabanckou dans le magazine Jeune Afrique, en juillet 2015.
« N’être est porté par un souffle intemporel et la puissance d’une écriture « habitée » par la grâce. J’avais dit il y a plusieurs années que la littérature gabonaise « n’existait pas » : le Gabon a désormais une voix, une plume qui comptera parmi les plus talentueuses de la littérature africaine contemporaine. »
— Alain Mabanckou, Jeune Afrique n°2845, juillet 2015
En 2015, elle contribue à un nouveau recueil dirigé par Edna Merey-Apinda, Le plus beau des noms, anthologie de quatre textes sur le thème du désir d'enfant, avec la nouvelle Des noces avant la nuit.
En 2018, elle publie son troisième roman, intitulé La danse de Pilar, qui lui vaut de nouvelles critiques élogieuses, en Europe comme en Afrique francophone,, dont celle d'Alain Mabanckou qui en fait son conseil de lecture dans le magazine féminin en ligne Causette.

## Œuvres

### Romans
- 2011 : Percées et Chimères, Jets d'encre
- 2014 : N'être, La Cheminante
- 2018 : La danse de Pilar, La Cheminante
- 2023 : Les femmes de Bidibidi, Emmanuelle Collas

### Anthologies
- 2012 : Les Lyres de l'Ogooué (texte : First Lady), Jets d'encre
- 2015 : Le plus beau des noms (texte : Des noces avant la nuit), Doxa

### Thèse universitaire
- 2008 : L'Espace et le temps chez Calixthe Beyala, Université Charles-de-Gaulle (Lille 3)

### Éducation
- 2012 : Concours d'orthophoniste, Vernazobres (collection Objectif Concours)

### Parolière
- 2015 : Stanley Philips - Essa Womé

## Prix et distinctions
- 1995 : Prix des jeunes auteurs de l'Agence de coopération culturelle et technique (ACCT) pour la nouvelle La prière du petit maquisard
- 1995 : Lauréate du concours de poésie organisé par l'émission Le cœur et la Plume (radio Africa no 1) pour Eldorado
- 2015 : Lauréate de la Nuit des Mérites Africain 2015 (Dzesi), catégorie littéraire[16]
- 2015 : Finaliste Prix Ethiophile 2015[17]
- 2016 : En lice pour le prix Soroptimist de la romancière francophone 2016[18]
- 2019 : Sélection officielle du Prix Les Afriques de l'association La Cene Littéraire[19] pour La danse de Pilar.